# René Donoyan
René Donoyan (* 8. April 1940 in La Ciotat; † 30. Oktober 2021) war ein französischer Fußballtorwart. 1964 und 1973 war er französischer Meister und absolvierte 61 Spiele in Frankreichs erster Liga.
Donoyan begann seine Karriere bei der AS Saint-Étienne. Mit dem Gewinn des Meistertitels feierte er dort 1964 seinen ersten großen Erfolg. Allerdings kam er in der Meistersaison lediglich zweimal zum Einsatz. Daraufhin wechselte er den Verein, zunächst zur AS Cherbourg. In den folgenden Jahren spielte er bei mehreren anderen Klubs. Der FC Nantes war seine letzte Karrierestation; dort absolvierte er von 1972 bis 1976 insgesamt 23 Erstliga-Spiele. Dazu kam er einmal im UEFA-Cup zum Einsatz. 1973 wurde er mit Nantes erneut französischer Meister; er absolvierte in dieser Saison vier Spiele. Den größten Teil seiner Karriere verbrachte er in der zweiten Liga. Dort kam er 222 Mal zum Einsatz, gegenüber 61 Spielen in der ersten Liga.